# Friedrich Julius Stahl
Friedrich Julius Stahl (nacido como Julius Jolson-Uhlfelder; Würzburg, 16 de enero de 1802-Bad Brückenau, 10 de agosto de 1861) fue un filósofo del derecho alemán, jurista, abogado constitucional y político. Inspirado por Schelling y Savigny, escribió su importante obra académica La filosofía del derecho según la visión histórica (Heidelberg, 1830-1837), que, a pesar de las grandes deficiencias, hizo época para la historia de la ciencia política. La gran influencia de Stahl como erudito legal se desprende que su definición del estado de derecho que sigue siendo la más citada en Alemania.

## Biografía
De origen judío, se crio estrictamente en la religión judía y se le permitió asistir al gimnasio. Como resultado de su influencia, a la edad de diecisiete años se convirtió al cristianismo y se bautizó en la Iglesia luterana en Erlangen el 6 de noviembre de 1819. A esta fe se aferró con ferviente devoción y persistencia hasta su muerte. Después de haber estudiado derecho en Würzburg, Heidelberg y Erlangen, Stahl, al tomar el grado de doctor juris, se estableció como Privatdozent en Múnich, en 1832 fue nombrado profesor ordinario de derecho en Würzburg, y en 1840 recibió la cátedra de derecho y política eclesiástica en Berlín.
Aquí inmediatamente dejó su huella como abogado eclesiástico, y fue nombrado miembro de la primera cámara del sínodo general. Elegido en 1850 como miembro del efímero parlamento de Erfurt, se opuso encarnizadamente a la idea de la federación alemana. Cayó pronto bajo la influencia de Schelling y, ante la insistencia de este último, comenzó en 1827 su gran obra Die Philosophie des Rechts nach geschichtlicher Ansicht (Una visión histórica de la filosofía del derecho), en la que basa todas las leyes y ciencias políticas sobre el cristianismo.